# Armel Traoré
Armel Traoré, född 23 januari 2003 i Créteil, är en fransk professionell basketspelare (SF) som spelar för Los Angeles Lakers i National Basketball Association (NBA).
Han har också spelat som proffs i Frankrike.
Traoré blev aldrig draftad i NBA:s draft.